# Pankrusihai járás
A Pankrusihai járás (oroszul: Панкрушихинский район) Oroszország egyik járása az Altaji határterületen. Székhelye Pankrusiha.

A Pankrusihai járás az Altaji határterületen

## Népesség
- 1989-ben 17 591 lakosa volt.
- 2002-ben 16 763 lakosa volt, melyből 15 155 orosz, 904 német, 197 kazah, 179 ukrán, 71 cigány, 56 örmény, 45 fehérorosz, 29 tatár stb.
- 2010-ben 13 364 lakosa volt.